# 츄첼
Chuchel은 2018년 Studio Dango에서 개발한 비디오 게임이다.

## 게임 설명
츄첼은 먼지덩이 같은 츄첼이라는 캐릭터를 움직이며, 친구이자, 애완동물, 그리고 적인 케켈(Kekel)과 거인이 훔쳐간 체리를 찾아 여정을 떠나게 된다. 게임은 30 레벨로 구성되며, 대부분의 레벨은 포인트 앤 클릭 어드벤처로 구성되어 있으며 여러 고전 게임들(팩맨, 플래피 버드, 테트리스, 스페이스 인베이더, 크롬의 이스터에그인 T-Rex 게임)들의 패러디 게임들도 포함되어 있다. 맨 마지막 레벨을 제외한 레벨에서 츄첼이 체리를 얻으면 케켈이 체리를 뺏어가는 구조로 되어 있다.

## 개발
츄첼은 2012년 디자이너인 Dae Soon-mi 가 Studio Dango를 개발한 후 개발을 시작했다. Soon-mi은 웃긴 애니메이션이 포함된 인터랙티브 만화를 만들기를 원했다. 그후 처음 생각나는 걸로 츄첼 (체코어로 털뭉치)을 그렸었다. Soon-mi 은 그후 게임 환경을 디자인하고, 그걸 실제의 게임 레벨로 바꾸었다.

## 게임 평가
츄첼은 인디펜던트 게임 페스티벌의 최고의 시각 예술 상을 수상하였다.